# شوكت علي
مولانا شوكت علي هو زعيم مسلم هندي . قاد حركة الخلافة في الهند التي كانت تدعو إلى إعادة إحياء الخلافة الإسلامية. كان أخا لمحمد علي جوهر.

## حياته
ولد شوكت علي في العام 1873 في ولاية رامبر التي تسمى الآن أوتارانتشال. تلقى تعليمه في جامعة عليكرة الإسلامية. كان مولعا بلعب الكراكيت، وقد قاد فريق الجامعة في هذه اللعبة.
توفي شوكت علي في العام 1938.